# Château de la Paluelle
Le château de la Paluelle est une demeure des XVe et XVIIe siècles qui se dresse sur le territoire de la commune française de Saint-James dans le département de la Manche, en région Normandie. L'édifice, propriété privée non ouvert à la visite, est partiellement inscrit au titre des monuments historiques.

## Localisation
Le château, dominant la vallée du Beuvron, est situé sur la commune de Saint-James, dans le département français de la Manche.

## Historique
Le château, bâti face à la ville, remplaça le vieux château fort comme lieu de résidence des seigneurs de Saint-James. Le château des Granges, autre nom du château, avait été saccagé par les troupes lors de la prise de Saint-James, et reconstruit vers 1625 par Jean de La Paluelle et son fils Jacques.
En 1638, Jean de La Paluelle, par lettres patentes, voit ses terres érigées en baronnie. Le dernier descendant de cette famille ne laissa qu'une fille qui épousa en 1687 Claude Gaspard de Carbonel de Canisy, apportant le fief de La Paluelle, et les autres[Lesquels ?] à cette famille.

## Description
Le château, de style Henri IV-Louis XIII, avec ses terrasses bordées de balustres comprend une suite de bâtiments dont un pavillon de 1632, l'aile gauche remontant à Louis XI (1423-1483). Cette dernière est flanquée d'une tour ronde percée de meurtrières et défendue par deux bretèches.
La partie centrale devance les pavillons légèrement en retrait pourvue de trois larges fenêtres sur trois niveaux, et trois lucarnes hautes avec fronton arrondi. À droite et à gauche du bâtiment central, deux pavillons inégaux avec toits mansardés, postérieurs à 1650.
De chaque côté de la cour d'honneur se dresse à droite les écuries perpendiculaire au château, à gauche les remises et les appartements de service. La façade de ce bâtiment est défendue par deux bretèches et une tour percée de meurtrières.
Il existait au XVIIe siècle, une chapelle privée au château qui a disparu.

## Le parc
Le château est situé dans un parc de 1,5 hectare où se déroule un jumping renommé. Il possède un perron avec un escalier à double révolution qui recouvre une grotte[réf. souhaitée].

## Protection
Les façades et les toitures du château et de ses communs ; la cour d'honneur en terrasse et le parc sont inscrits au titre des monuments historiques par arrêté du 30 janvier 1967.

## Propriétaires
- Guillaume de La Paluelle en 1270[4].
- Thomas de La Paluelle († 1438), un des 119 défenseurs du Mont-Saint-Michel, tombé sous les coups des Anglais lors d'une embuscade[8], dont :
- Pierre de La Paluelle, époux d'Yvonne Le Charpentier qui reçoit de son père Robert Le Charpentier († 1458) la seigneurie de Charruel[réf. nécessaire], dont :
- Roland de La Paluelle, époux de Jeanne de Romilly[4], dont :
- En 1530, Michel de La Paluelle, époux de Jeanne de Bézier. Ils s'installent aux Granges, propriété de la famille de Bézier[4].
- Gilles de La Paluelle après l'union de la Bretagne à la France fait démolir le château de Saint-James et avec les débris, fait construire un premier manoir avec colombier à proximité. Il était également seigneur de Charruel, que cette branche conserva jusqu'en 1602, qui tomba en quenouille en la personne d'Hélène qui épousa Olivier de Douetils de Granville[8].
- Jacques de La Paluelle († 1544), époux de Geneviève Vivien († 1595)[réf. nécessaire], dont :
- Jean de La Paluelle, écuyer, seigneur de La Paluelle, de la Chaudronnaie, de Saint-James-de-Beuvron et Françoise du Pontavice[9], dont :
- Charles de La Paluelle, marquis de La Paluelle, comte du Pontavice, baron de Corbéon, seigneur et patron de Lucerne, de Saint-James, de Saint-Benoît et des Landelles, époux en 1625 de Marie de Germaincour († 25 août 1639)[9], dont :
- Isaac de La Paluelle (° 1634), époux de Marie Renée de Rosmadec le 20 février 1676 à Saint-James[9], dont :
- Charlotte de La Paluelle (1658-1735), épouse le 28 novembre 1676 à Saint-James, Gaspard Claude Carbonel de Canisy[9].

Le dernier des marquis de La Paluelle s'éteint au XVIIe siècle[réf. souhaitée]. Transmis par héritage depuis quatre siècles, le château appartenait jusqu'au milieu du XXe siècle au marquis de Belloy de Saint-Liénard et à Mme Blandin de Chalain[réf. souhaitée].
- Jacques Michel de Carbonel, chevalier, marquis de Canisy, seigneur de La Paluelle, Guéhébert, présentateur du prieuré de la Rouelle et curé de Guéhébert, adresse un mémoire pour Pierre Sudaine, abbé de l'abbaye Sainte-Geneviève de Paris, supérieur des chanoines réguliers de la Congrégation de France, contre Pierre Paul Mordant d'Héricourt, chanoine régulier de la Congrégation de France, concernant la vacance du prieuré de la Rouelle et la cure de Saint-Sulpice de Guéhébert[10].
- M. et Mme Saliot, père et fils[4].
- Jean-Christophe de La Haye Saint-Hilaire et son épouse Constance Milstein[11], organisateurs d'un concours de saut d'obstacles en septembre sur le domaine de La Paluelle et restaurateurs de ce château pendant cinq ans[réf. souhaitée].